# Kernkraftwerk Shearon Harris
Das Kernkraftwerk Shearon Harris (englisch Shearon Harris Nuclear Generating Station) liegt bei New Hill im US-Bundesstaat North Carolina etwa 30 Kilometer südwestlich der Hauptstadt Raleigh. Es ist seit 1987 in Betrieb und besteht aus einem Block mit einem Druckwasserreaktor, der eine Nettoleistung von 900 Megawatt hat.

## Geschichte
Die Projektierung begann im Jahr 1971. Geplant und angefangen zu bauen wurde eine Vierlingsanlage, bei der das gemeinsame Kraftwerksgebäude die Form eines Kreuzes hat und die Reaktoren in den Ecken dieses Kreuzes liegen. Baubeginn war der 1. Januar 1978, der Bau der Reaktoren zwei bis vier wurde im Dezember 1981 bzw. 1983 eingestellt. 
Der Kernreaktor des Blocks 1 wurde von Westinghouse gebaut, erreichte seine erste Kritikalität am 3. Januar 1987 und ging am 19. Januar 1987 ans Netz. Am 2. Mai 1987 begann der kommerzielle Betrieb. Die Baukosten wurden mit 3,9 Milliarden US-Dollar beziffert.
Das Kernkraftwerk Shearon Harris war das dritte Kernkraftwerk, das in North Carolina in Betrieb ging. Das Kernkraftwerk Brunswick war 1977 in Betrieb gegangen und das Kernkraftwerk McGuire 1981.
Am 16. November 2006 beantragte der Betreiber Progress Energy bei der Nuclear Regulatory Commission (NRC) die Verlängerung der Betriebsgenehmigung von 40 auf 60 Jahre. Diesem Antrag wurde am 2. Oktober 2008 stattgegeben; die Betriebslizenz endet demnach am 24. Oktober 2046.
Am 20. Januar 2010 gab die NRC bekannt, dass ein elektrischer Generator aus dem havarierten Block 2 des Kernkraftwerks Three Mile Island in Shearon Harris wiederverwendet werden wird. Der Generator wurde generalüberholt und ausführlich getestet, um sicherzustellen, dass keine Teile kontaminiert sind. Durch die Verwendung des alten Generators kann der Betreiber den Kauf eines neuen Geräts vermeiden.

### Weitere Blöcke
Am 19. Februar 2008 beantragte Progress Energy bei der NRC den Bau zweier neuer Druckwasserreaktoren vom Typ AP 1000 mit einer Leistung von jeweils 1100 MW. Die Begutachtung des Antrags sollte etwa 36 Monate dauern. Im März 2011 begann die Nuklearkatastrophe von Fukushima. 
Am 5. Mai 2013 teilte der Betreiber Duke Energy mit, die Planungen seien 'mangels Bedarf' gestoppt worden.

## Anlage
Betreiber und Haupteigentümer des Kernkraftwerks Shearon Harris ist Progress Energy (vormals Carolina Power & Light), ein Unternehmen aus North Carolina, das noch drei weitere Kernkraftwerke im Südosten der Vereinigten Staaten betreibt. Progress Energy hält 83,8 % der Anteile am Kernkraftwerk, die restlichen 16,2 % hält die North Carolina Eastern Municipal Power Agency.
Das Kernkraftwerk liegt auf einem etwa 43 km2 großen Areal im Südwesten des Wake County. Es hat einen 160 Meter hohen Kühlturm und nutzt zudem Kühlwasser aus dem nahe gelegenen Harris Lake.
Der Druckwasserreaktor wurde zunächst mit einer elektrischen Nettoleistung von 860 Megawatt (MW) betrieben. Im Jahr 2002 wurde die Leistung auf 900 MW erhöht. Er wird zur Grundlast-Stromversorgung eingesetzt und läuft während des Leistungsbetriebs immer mit voller Leistung. Der Kernbrennstoff wird etwa alle 18 Monate ausgetauscht. Die ausgebrannten Brennstäbe werden in einem Abklingbecken vor Ort zwischengelagert.
Das Kernkraftwerk versorgt etwa eine halbe Million Haushalte im Südosten der Vereinigten Staaten mit Strom. Seit der Inbetriebnahme wurden über 207.000 GWh in das Stromnetz eingespeist.
Ein Besucherzentrum befindet sich in New Hill, etwa 3 km vom Kernkraftwerk entfernt.

### Zwischenfälle
In der ersten Oktoberwoche 2015 sind mehrfach die Alarmsirenen der Anlage ertönt. Laut Betreiberangaben sei dies wegen Wartungsarbeiten geschehen, eine Gefährdung der Bevölkerung habe zu keinem Zeitpunkt bestanden.

## Daten des Reaktorblocks
| Reaktorblock     | Reaktortyp         | Netto- leistung | Brutto- leistung | Baubeginn | Netzsyn- chronisation | Kommer- zieller Betrieb | Abschal- tung                |  |
| ---------------- | ------------------ | --------------- | ---------------- | --------- | --------------------- | ----------------------- | ---------------------------- |  |
| Shearon Harris-1 | Druckwasserreaktor | 900 MW          | 960 MW           | 28.1.1978 | 19.01.1987            | 2.5.1987                | (2046 geplant)               |  |
| Shearon Harris-2 | Druckwasserreaktor | 900 MW          |                  | 1.1.1978  |                       |                         | Bau am 1.12.1983 eingestellt |  |
| Shearon Harris-3 | Druckwasserreaktor | 900 MW          |                  | 1.1.1978  |                       |                         | Bau am 1.12.1981 eingestellt |  |
| Shearon Harris-4 | Druckwasserreaktor | 900 MW          |                  | 1.1.1978  |                       |                         | Bau am 1.12.1981 eingestellt |  |